# Episcopia de Žiča
Episcopia de Žiča (în sârbă Епархија жичка, cu alfabetul latin: Eparhija žička) este una dintre episcopiile Bisericii Ortodoxe Sârbe din Republica Serbia. Reședința ei se află la Mănăstirea Žiča din apropierea orașului Kraljevo. Episcop titular este, din 2014, Justin Stefanović.

## Istorie

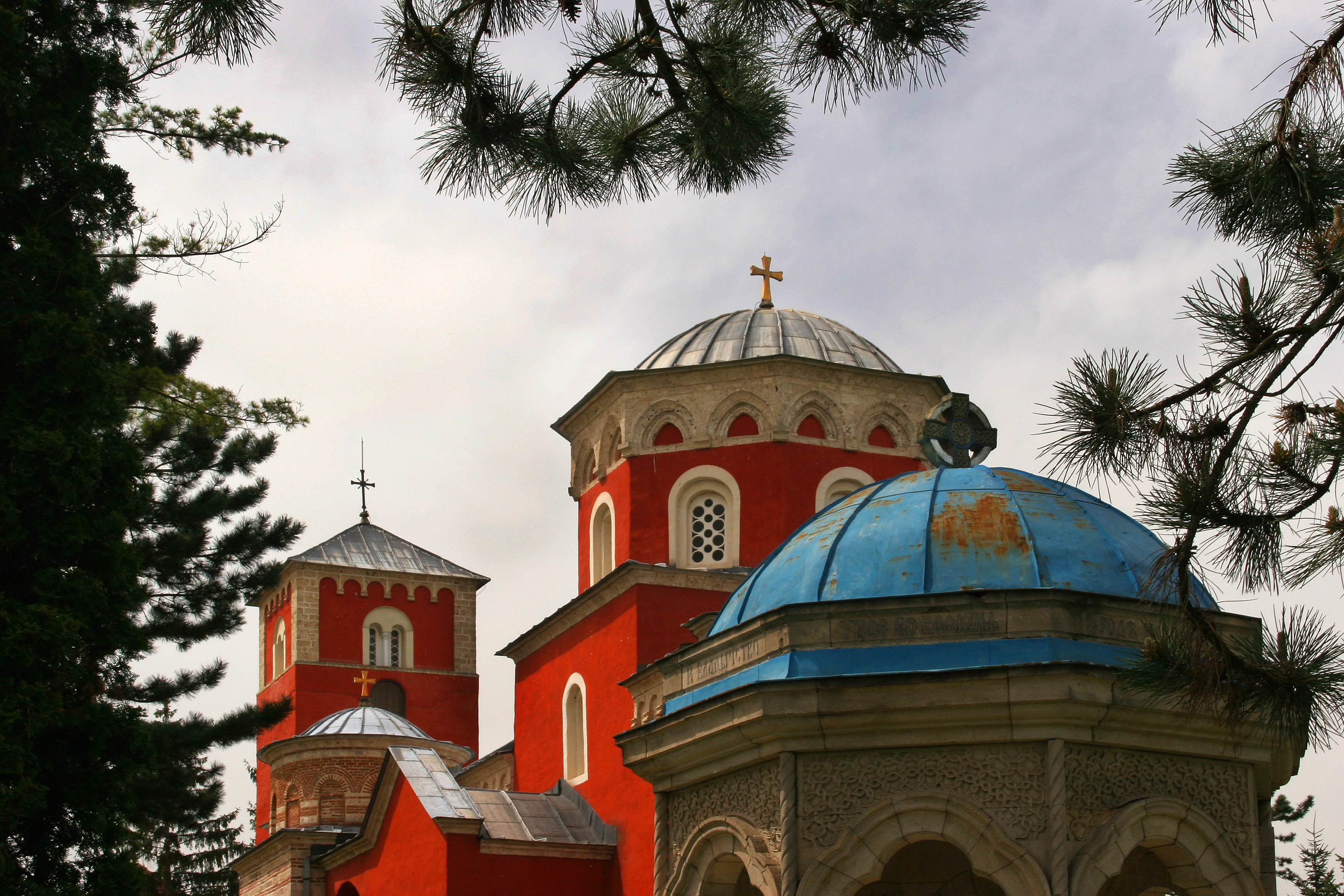
Mănăstirea Žiča

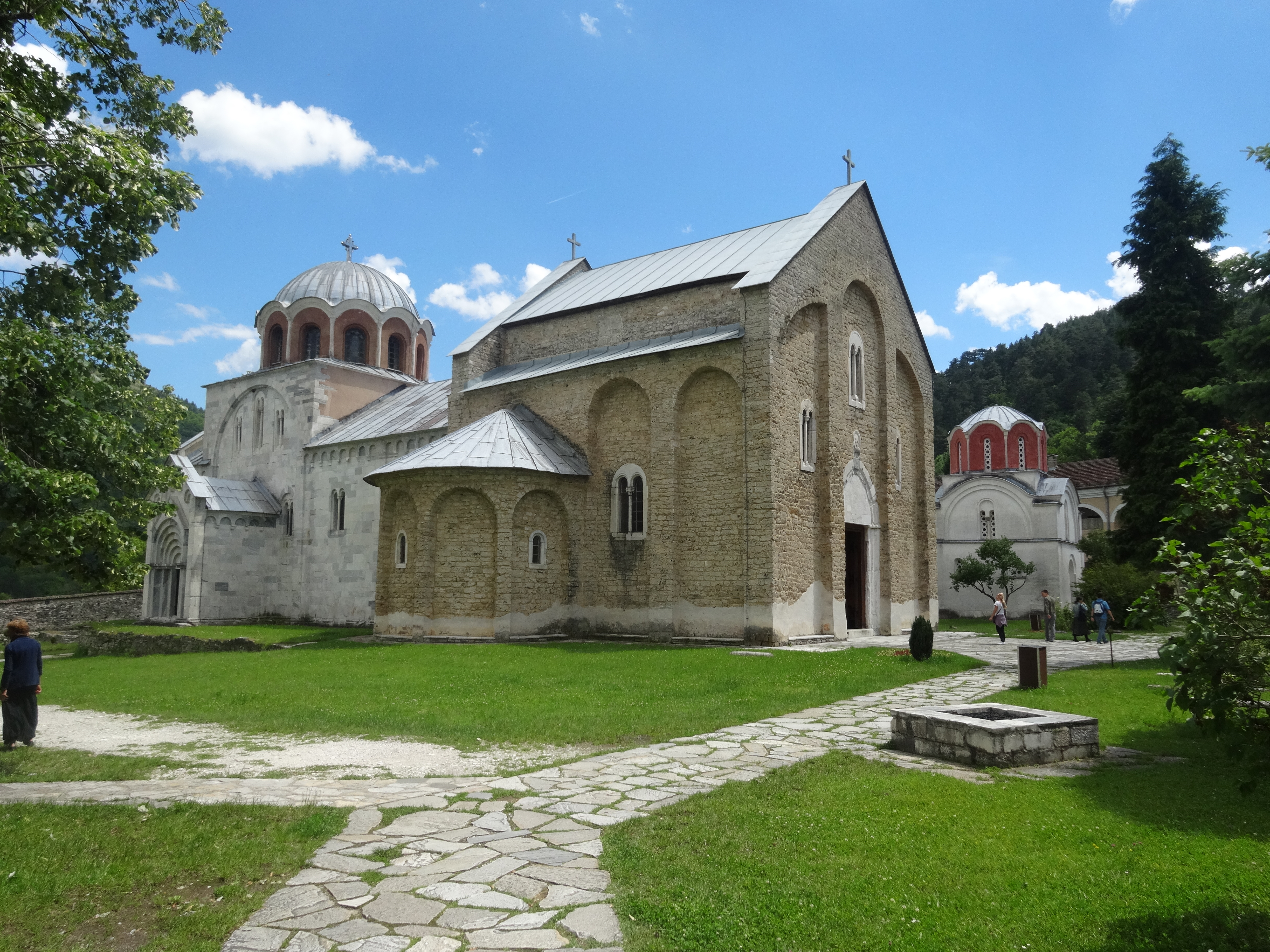
Mănăstirea Studenica

Eparhia de Žiča este numită după Mănăstirea Žiča, care a fost construită în jurul anului 1208 de marele prinț Stefan Nemanjić al Serbiei. În 1219, primul arhiepiscop sârb Sfântul Sava a ales Žiča ca sediu arhiepiscopal. De atunci, Arhiepiscopia de Žiča a fost eparhia centrală a Bisericii Ortodoxe Sârbe, iar catedrala episcopală de la Žiča a slujit pentru încoronările regilor din dinastia Nemanjić.
Sediul Bisericii Ortodoxe Sârbe a fost mutat în 1253 la Mănăstirea Peć. Colecția de legi bisericești cunoscută sub numele de Nomocanonul Sfântului Sava a fost copiată la Mănăstirea Žiča și a avut o mare influență, timp de câteva secole, în sud-estul Europei și în Rusia. La mijlocul secolului al XV-lea a fost avută în vedere o întoarcere a scaunului arhiepiscopal la Žiča din cauza invaziei turcești, dar mutarea nu a mai fost făcută. În secolul al XVI-lea, după reîființarea Patriarhiei Sârbe de Peć, au fost numiți mai mulți mitropoliți de Žiča.
La începutul secolului al XVIII-lea, teritoriul acestei eparhii a fost încorporat în Eparhia de Užice și Valjevo. În 1766, Patriarhia Sârbă de Peć a fost desființată, iar toate eparhiile sale aflate atunci sub stăpânire otomană au intrat în jurisdicția Patriarhiei Ecumenice a Constantinopolului. În 1831 a fost reînființată Mitropolia autonomă a Belgradului, cu Eparhia de Užice ca una dintre eparhiile sale. Numele acelei eparhii a fost schimbată oficial în anul 1884 în „Eparhia de Žiča”.

## Episcopi (din 1831)
- Nikifor Maksimović (1831–1853)
- Joanikije Nešković (1854–1873)
- Vikentije Krasojević (1873–1882)
- Kornilije Stanković (1883–1885)
- Nikanor Ružičić (1886–1889)
- Sava Barać (1889–1913)
- Nikolaj Velimirović (1919–1920)
- Jefrem Bojović (1920–1933)
- Nikolaj Velimirović, 1936–1956), absent din 1941
- Vikentije Prodanov (1941–1947) – administrator
- Valerijan Stefanović (1947–1949) – administrator
- Josif Cvijović (8 luni, după 1950) – administrator
- Gherman Đorić (1956–1958)
- Vasilije Kostić (1961–1978)
- Stefan Boca (1978–2003)
- Hrizostom Stolić (2003–2012)
- Jovan Mladenović (2012–2014) – administrator
- Justin Stefanović (2014–prezent)